# 4 весілля
«4 весілля» — реаліті-шоу, у якому наречені відвідують весілля одна одної та обирають найкраще. Переможниця весільного змагання отримує подарунок — романтичну подорож на двох. Прем'єра шоу «4 весілля» відбулася 1 вересня 2011 року на каналі «1+1».
З 19 листопада 2018 року шоу виходить на телеканалі «ТЕТ» у зміненому форматі. Телепрограму виробляє ІП «1+1 Продакшин» за британським форматом «Four Weddings».

## Правила шоу
У кожному випуску беруть участь чотири реальні наречені. Вони прагнуть перевершити одна одну. Наречені по черзі відвідують весілля одна одної, після чого виставляють свої оцінки.
Наречені оцінюють:
- місце весілля;
- сукню;
- меню;
- загальні враження.

Максимальна кількість балів за кожну позицію — 75. Таким чином загальна сума балів за весілля не може перевищувати 300. Можливість виставляти «0» балів зведена до мінімуму. Учасниця, яка все ж таки робить це, дуже ризикує і збільшує свій шанс на програш.
У підсумку та з чотирьох наречених, весілля якої отримало найвищі бали, виграє від програми подорож на двох.
Для решти починається найцікавіше, оскільки кожна отримує можливість дізнатися, що ж дівчата розказали про її свято. Обговорюючи чуже весілля, наречені, як правило, не стримуються у виразах.
|                                            | „Чотири весілля“ — це непростий марафон, одна програма може зніматися протягом 2-3 місяців, паралельно працюють кілька знімальних груп. У програми дуже складний монтаж, адже треба зібрати з чотирьох абсолютно різних весіль одну цілісну програму |
| — продюсер проєкту Вікторія Лєзіна-Масляна | |

## Зміна формату
Починаючи із сьомого сезону, один випуск програми описує одне весілля. З понеділка по четвер учасниці ходять на урочистості до суперниць (у 1-6 сезонах шоу виходило 1 раз у тиждень, описуючи у кожному випуску всі 4 весілля). У п'ятницю відбуваються бурхливі обговорення — дівчата збираються, щоб попліткувати про сукні, частування, гостей і навіть наречених.
Інші правила, що стосуються виставляння балів, залишилися незмінними.

## Замороження проекту
Останній 8 сезон пройшов восени 2019 року.
9 сезон шоу мав пройти у 2020 році. Однак, імовірно, через пандемію коронавірусу зйомки скасували.

## Цікаві факти
- На створення проекту телевізійників надихнула відома романтична комедія «4 весілля і один похорон»[4].
- За статистикою програми «4 весілля», після кастингу і до початку зйомок встигають розпастися 10 % пар.
- Заради перемоги наречені йдуть на будь-які хитрощі, навіть на підкуп своїх конкуренток.
- Під час підготовки кожного сезону знімальна група відвідує в середньому 70 весіль.
- Наречені щоразу з усіх сил намагаються здивувати конкуренток — в програмі були весілля у повітрі, в горах, в морі, на футбольному полі тощо.
- Після 1 сезону команда програми «4 весілля» склала власний весільний рейтинг, відповідно до якого найпопулярнішою весільною стравою в Україні є фарширована риба.